# Cantonul Lhuis
Cantonul Lhuis este un canton din arondismentul Belley, departamentul Ain, regiunea Rhône-Alpes, Franța.

## Comune
| Comune              | Populație (1999) | Cod poștal | Cod INSEE |
| ------------------- | ---------------- | ---------- | --------- |
| Bénonces            | 243              | 01470      | 01037     |
| Briord              | 675              | 01470      | 01064     |
| Groslée             | 333              | 01680      | 01182     |
| Innimond            | 95               | 01680      | 01190     |
| Lhuis               | 724              | 01680      | 01216     |
| Lompnas             | 147              | 01680      | 01219     |
| Marchamp            | 108              | 01680      | 01233     |
| Montagnieu          | 386              | 01470      | 01255     |
| Ordonnaz            | 120              | 01510      | 01280     |
| Saint-Benoît        | 582              | 01300      | 01338     |
| Seillonnaz          | 123              | 01470      | 01400     |
| Serrières-de-Briord | 960              | 01470      | 01403     |